# Hagen (Luksemburg)
Hagen (lb. Hoen) – wieś w południowo-zachodnim Luksemburgu, w gminie Steinfort, w kantonie Capellen. Do 3 października 2015 leżała w dystrykcie Luksemburg. Wieś zamieszkuje 1608 osób.